# Monte Verde (Chile)
Monte Verde é um sítio arqueológico localizado perto de Puerto Montt, na área sul-central do Chile. O local está localizado às margens do ribeiro Chinchihuapi, tributário do rio Maullín, a 36 milhas do Oceano Pacífico. 

## Achados
Em 1975, un estudante viu um osso coletado por camponeses perto do riacho Chinchihuapi. Posteriormente, se provou que o era de um Gomphotherium. Mario Pino, um geólogo chileno da Universidade Austral do Chile, e Tom Dillehay começaram a escavar em Monte Verde em 1977. Dillehay e sua equipe voltaram para realizar outra escavação em Monte Verde I, que foi datado para cerca de 18.500 a 14.500 BP. Restos de carvão, fragmentos de ossos de animais carbonizados e vários artefatos líticos, cerca de 34% dos quais eram derivados de fontes não locais, foram descobertos, datado de 18.500 cal AP (16.500 aC).
Monte Verde II foi ocupado em torno de 14.800 - 13.800 BP por cerca de vinte a trinta pessoas. Uma estrutura semelhante a uma tenda de seis metros de comprimento, feita de madeira e peles de animais, foi erguida nas margens do riacho e emoldurada com troncos e pranchas cravadas no solo, formando paredes de postes cobertos com peles de animais. Usando cordas feitas de junco local, as peles foram amarradas aos postes criando aposentos separados dentro da estrutura principal. Fora da estrutura em forma de tenda, duas grandes lareiras foram construídas para uso da comunidade, provavelmente para fabricação de ferramentas e artesanato. Foram achados restos batata silvestre e de quarenta e cinco espécies diferentes de plantas comestíveis, mais de um quinto delas originando-se de até 150 milhas (240 km) de distância. Isso sugeria que a população de Monte Verde ou tinha rotas comerciais ou viajava regularmente nesta rede estendida.
Uma equipe relatou que identificou nove espécies de algas e algas marinhas recuperadas de lareiras e outras áreas no antigo assentamento. As amostras de algas marinhas foram datadas diretamente entre 14.220 e 13.980 anos. Outros achados importantes neste site incluem coprólitos humanos, e uma pegada, supostamente feita por uma criança.

## Polémica
Monte Verde é anterior à chamada Cultura Clóvis, em Clovis. Isso contradiz o modelo anteriormente aceito de "primeiro Clovis", que afirma que a colonização das Américas começou após 13.500 cal BP. As descobertas de Monte Verde foram inicialmente rejeitadas pela maioria da comunidade científica, mas posteriormente as evidências se tornaram muito aceitas nos círculos arqueológicos. Embora testar teorias de migração costeira possa ser difícil devido ao aumento do nível do mar desde o último máximo glacial, os arqueólogos estão cada vez mais dispostos a aceitar a possibilidade de que o assentamento inicial das Américas ocorreu através da costa.